# Pougnadoresse
Pougnadoresse település Franciaországban, Gard megyében. Lakosainak száma 263 fő (2022. január 1.). Pougnadoresse La Bastide-d’Engras, La Capelle-et-Masmolène, Cavillargues, Le Pin és Vallabrix községekkel határos.

## Népesség
A település népességének változása:
| Lakosok száma | 134  | 123  | 131  | 189  | 241  | 247  | 246  | 249  | 248  | 263  |
|               | 1968 | 1982 | 1990 | 2006 | 2013 | 2015 | 2017 | 2019 | 2020 | 2022 |